# Хве
Хве или хо (ɸø ~ ɸwe); в диалекте советских корейцев — хе — семейство блюд корейской кухни. Хве состоят из сырого мяса или рыбы с добавками.

## Разновидности
Распространённые варианты:
- сэнъсонхве (생선회, также хвальохве, 활어회; тонко нарезанная рыба или морепродукты, аналогичное японское блюдо — сасими);
- юкхве (육회) — хве из сырой говядины с соевым соусом, кунжутным маслом и рисовым вином;
- канхве (간회) из сырой говяжьей печени с кунжутным маслом и солью;
- саннакчи хве — живой осьминог.

Хве из рыбы обычно едят с соусом «чхокочхуджан» (соус из кочхуджана), ссамджанъ (쌈장), васаби, завёрнутыми в листья капусты и периллы.

## История
Можно предположить, что хве пришло из Китая в начале Периода трёх государств (57 до н. э. — 668 н. э.), в период активного культурного обмена. В «Лунь юй» (I в. н. э.) говорится: «Не ел скисающего риса, начавших портиться рыбы или мяса». (食不厭精，膾不厭細). Слово «куай» кит. трад. 膾, упр. 脍, которое исконно означало тонкие полоски сырой рыбы или мяса, в династию Цинь стало означать сырую рыбу. В Корее до династии Корё (918—1392) процветал буддизм, и мясо вообще ели редко. Хве было почти забыто. В конце периода Корё буддизм уступил позиции, а хве снова набрало популярность. В династию Чосон распространившееся конфуцианство, пропагандировавшее поедание сырого мяса (его любил Конфуций), сделало хве модным.
В самом Китае сырое мясо и рыба уже почти не употребляются, за исключением чаошаньской кухни, где имеется блюдо «юйшэн», салат из сырой рыбы. Тайваньско-японский историк Тин Сюнсин (яп. 陳 舜臣) утверждает, что сырые рыба и мясо исчезли из китайской кухни после эпидемии XI века. В свете того, что в стихах Мэй Яочэня, известного поэта династии Сун, описывается приготовление «куай» хозяином для гостей, куай существовал по крайней мере до 1060 года.

## Изображения

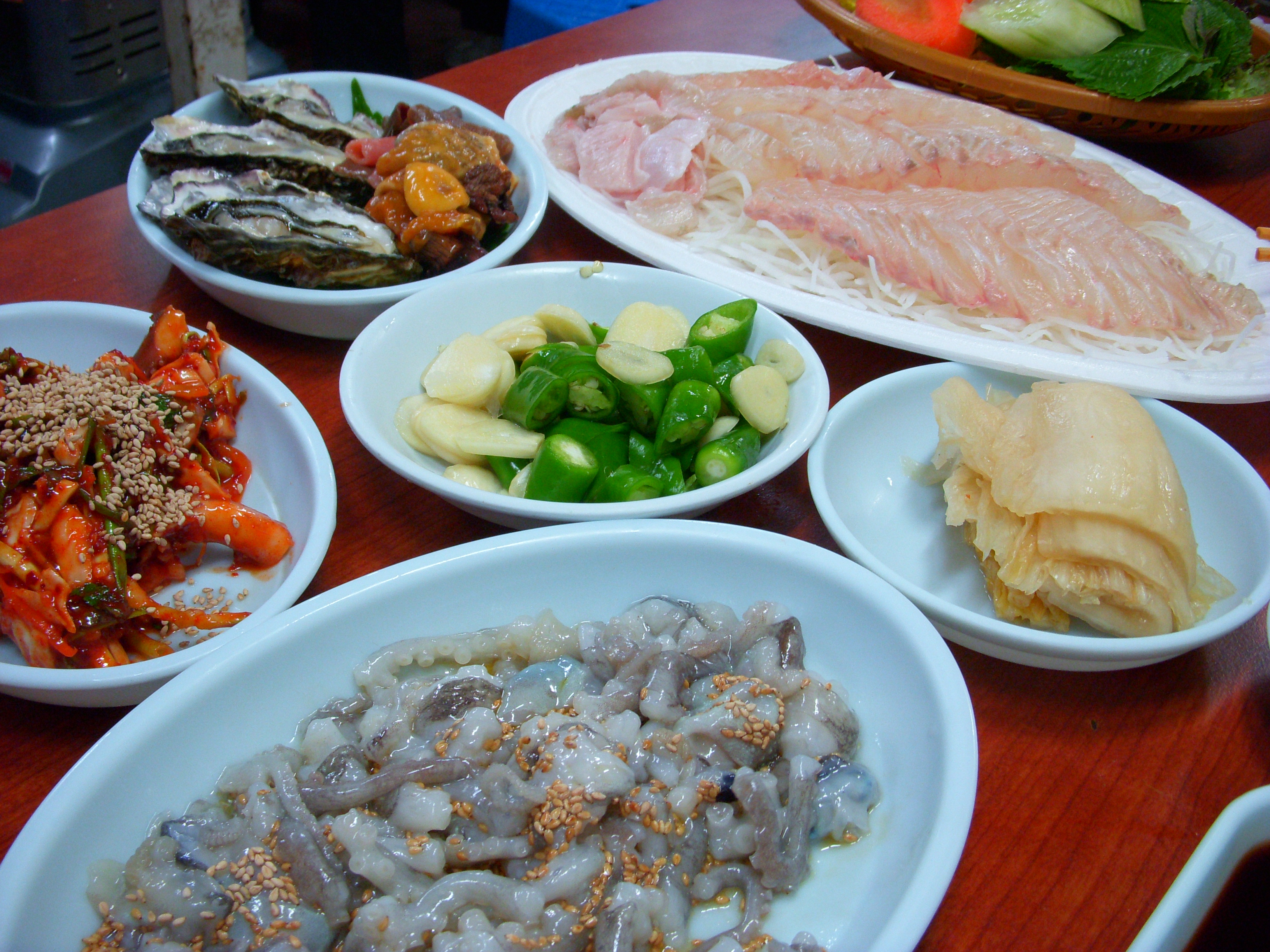
Различные хве
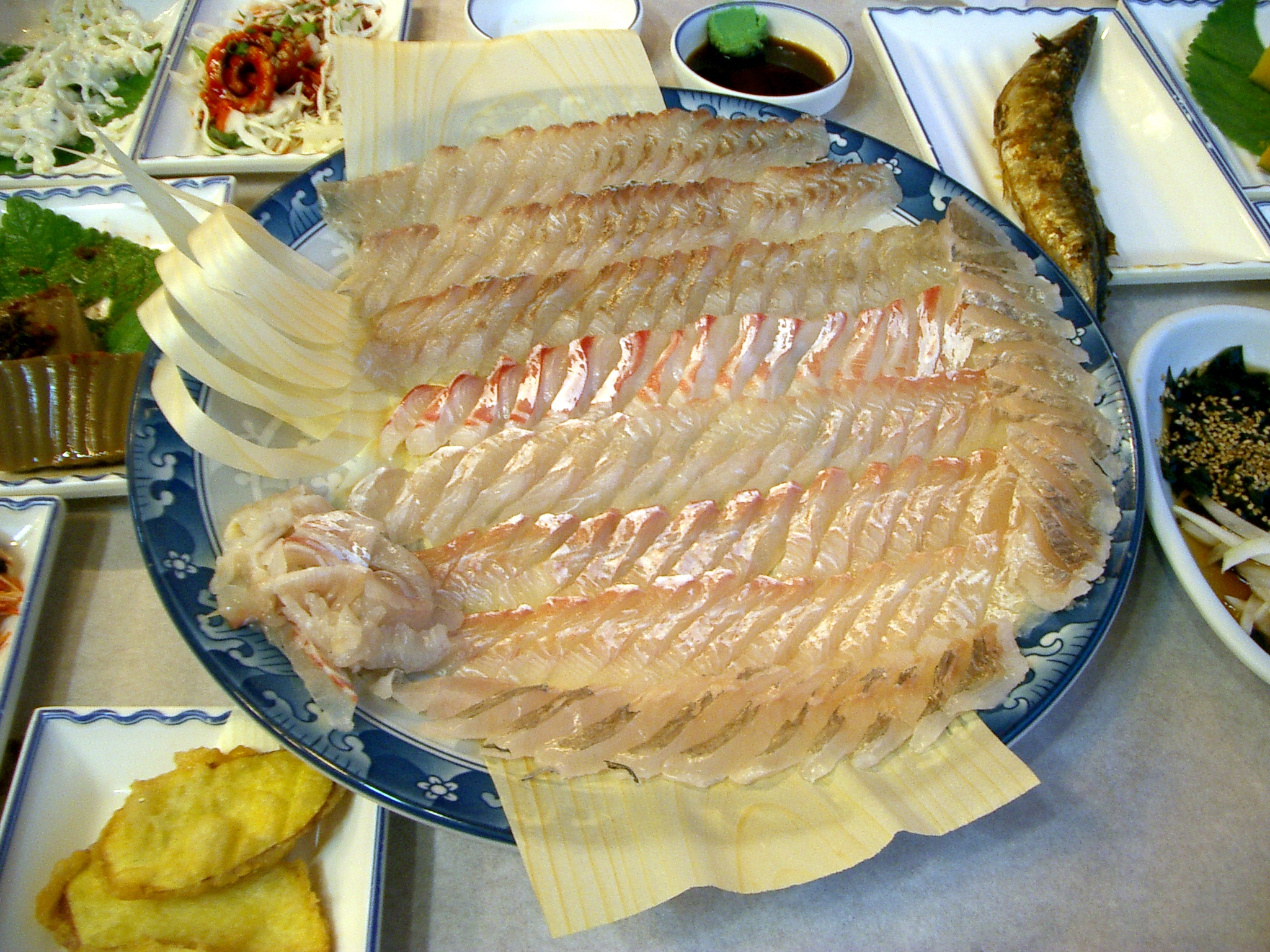
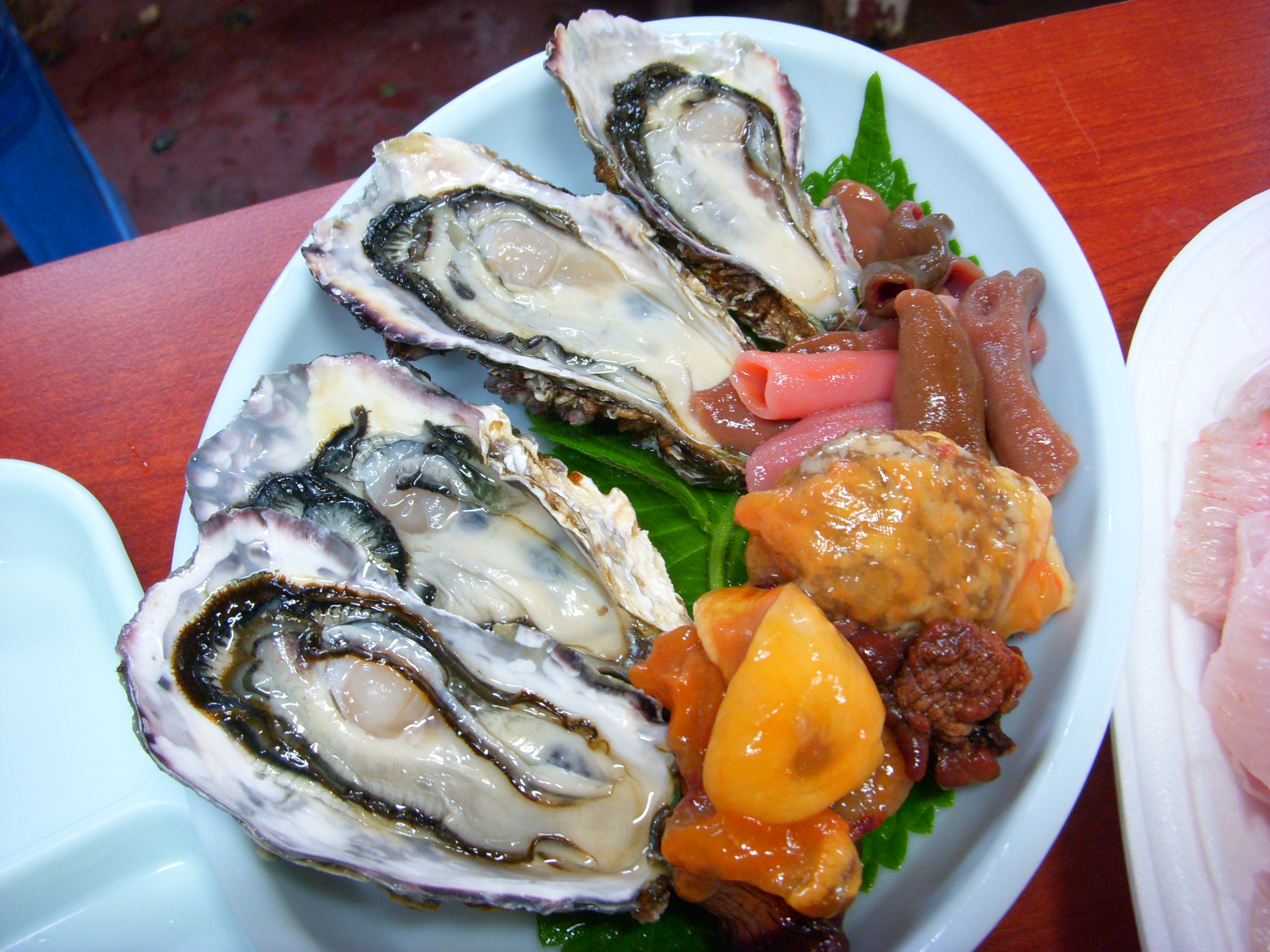
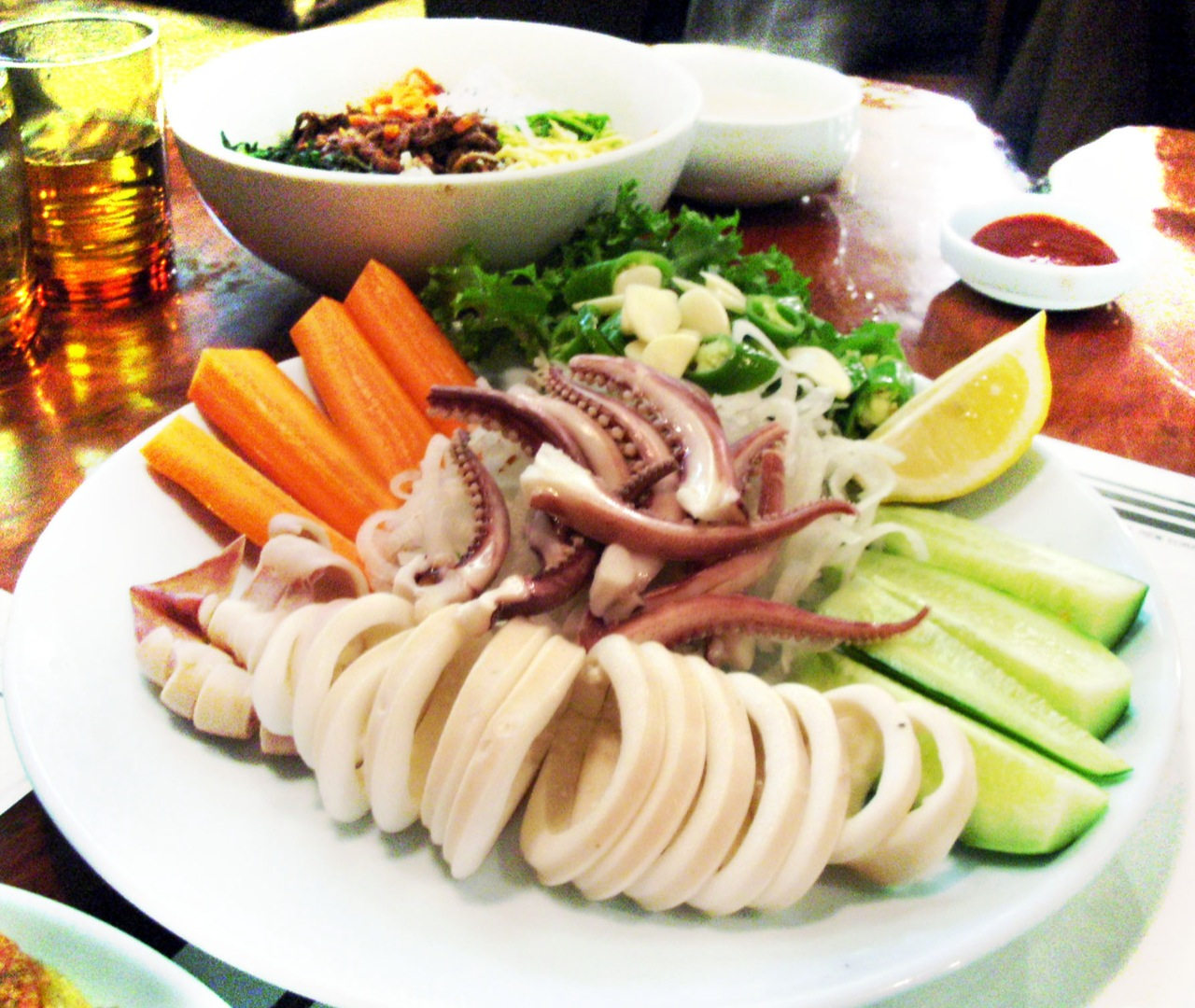
Очинъо сукхве
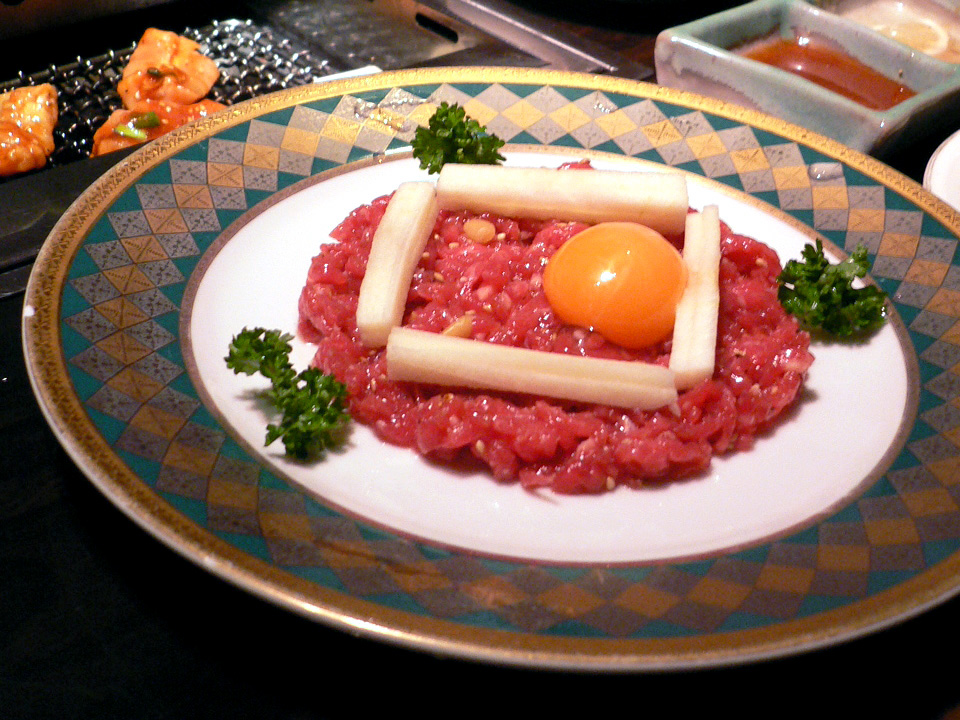
Юкхве
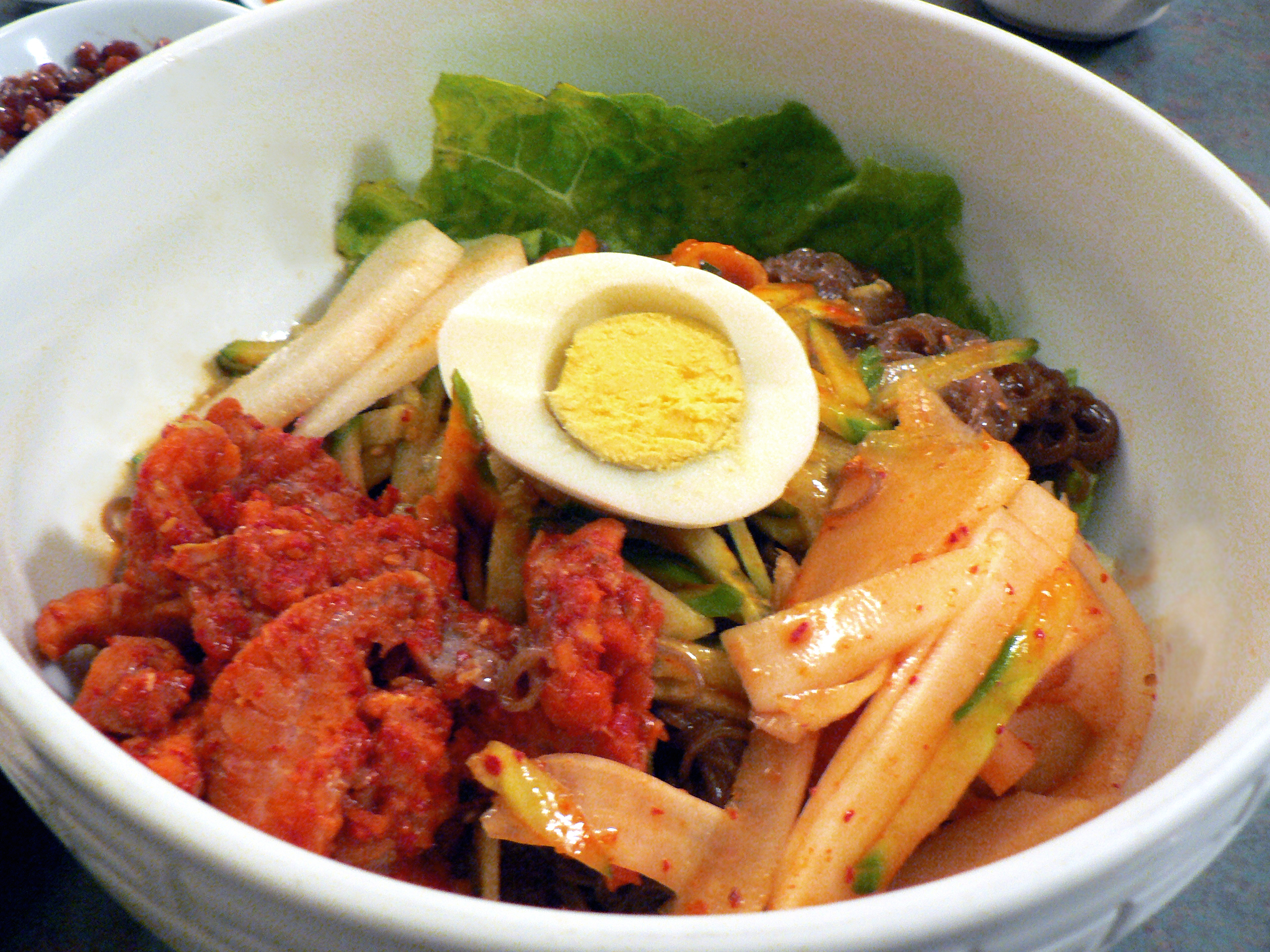
Хве нэнмён
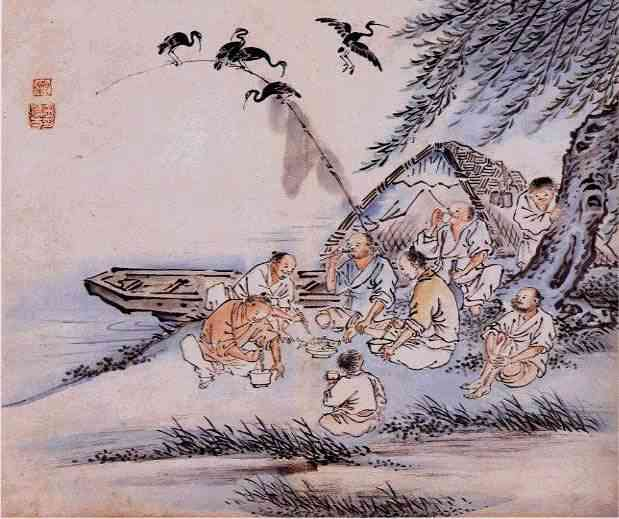
Рыбаки едят хве.